# Raiva (Castelo de Paiva)
Raiva é uma vila portuguesa que foi sede uma extinta Freguesia de Raiva do Município de Castelo de Paiva, freguesia que tinha 15,33 km² de área e 2 312 habitantes (2011), e, por isso, uma densidade populacional de 150,8 hab/km². 
A povoação de Raiva foi elevada à categoria de vila em 1 de julho de 2003. Dista 12 km do centro do município.
A Freguesia de Raiva foi extinta em 2013, no âmbito de uma reforma administrativa nacional, tendo sido agregada às freguesias de Pedorido e Paraíso, para formar uma nova freguesia denominada União das Freguesias de Raiva, Pedorido e Paraíso da qual é a sede.

## História
As inquirições de 1258 referem, pela primeira vez, a localidade da Raiva como "villa honorata", isto é, com privilégios especiais perante a coroa portuguesa, e pertença de cavaleiros, sendo estes quem fazia a apresentação da igreja.
Toda a honra da Raiva aparece, posteriormente, como de D. Gonçalo Viegas, segundo as inquirições de 1290, já citada como "Villa de Rabia".
Em tempos pré-históricos esta zona foi bastante povoada, conforme se depreende da existência de mamoas e de vestígios descobertos no sítio do Monte Grande, não sendo, todavia, possível determinar com segurança as suas datas precisas. Foi depois habitada pelos povos dominadores da Península Ibérica, de que se encontraram numerosos vestígios.
Recorde-se que Raiva foi honra e concelho, a que D. Manuel pretendeu dar foral, facto comprovado pelo seu pelourinho, classificado como imóvel de interesse público, desde 11 de Outubro de 1933.
A exploração carbonífera marcou esta localidade que, ainda hoje, no Fôjo, próximo do lugar de Folgoso, apresenta importantes vestígios dos tempos áureos da actividade mineira. Desse tempo, ainda existem o Hospital das Minas, hoje Extensão do Centro de Saúde da sede do concelho, o edifício da Cooperativa de Consumo e o Cinema da Estação, estruturas que recordam os tempos de outrora, quando a indústria extractiva era o expoente da economia local. A tradição popular faz remontar essas antigas pesquisas mineiras ao tempo dos árabes.

## Geografia
O Monte de São Domingos, com quase 500 metros de altitude é, assim, chamado, pelo facto de existir, no cimo do mesmo, uma pequena capela, cujo padroeiro é São Domingos, um santo muito venerado e que atrai muitos devotos. Deste local, com espaços destinados ao convívio e ao repouso, e onde está localizado um enorme carrilhão, o visitante pode admirar uma das mais belas paisagens sobre o vale do Douro.
Os lugares de Midões e Gondarém, próximos do rio (existindo em Midões uma zona de lazer junto ao rio, bem como um cais para a paragem de embarcações de recreio), têm uma beleza muito característica. Em Serradelo fabrica-se, ao nível da doçaria regional, deliciosas iguarias como os doces e o Pão-de-Ló, conhecidos até no estrangeiro.

## População
| População da freguesia de Raiva (1864 – 2011) | População da freguesia de Raiva (1864 – 2011) | População da freguesia de Raiva (1864 – 2011) | População da freguesia de Raiva (1864 – 2011) | População da freguesia de Raiva (1864 – 2011) | População da freguesia de Raiva (1864 – 2011) | População da freguesia de Raiva (1864 – 2011) | População da freguesia de Raiva (1864 – 2011) | População da freguesia de Raiva (1864 – 2011) | População da freguesia de Raiva (1864 – 2011) | População da freguesia de Raiva (1864 – 2011) | População da freguesia de Raiva (1864 – 2011) | População da freguesia de Raiva (1864 – 2011) | População da freguesia de Raiva (1864 – 2011) | População da freguesia de Raiva (1864 – 2011) |
| --------------------------------------------- | --------------------------------------------- | --------------------------------------------- | --------------------------------------------- | --------------------------------------------- | --------------------------------------------- | --------------------------------------------- | --------------------------------------------- | --------------------------------------------- | --------------------------------------------- | --------------------------------------------- | --------------------------------------------- | --------------------------------------------- | --------------------------------------------- | --------------------------------------------- |
| 1864                                          | 1878                                          | 1890                                          | 1900                                          | 1911                                          | 1920                                          | 1930                                          | 1940                                          | 1950                                          | 1960                                          | 1970                                          | 1981                                          | 1991                                          | 2001                                          | 2011                                          |
| 1.341                                         | 1.381                                         | 1.489                                         | 1.279                                         | 1.296                                         | 1.347                                         | 1.358                                         | 1.782                                         | 2.547                                         | 3.125                                         | 2.762                                         | 2.703                                         | 2.472                                         | 2.394                                         | 2.312                                         |

## Património
- Pelourinho de Raiva
- Capela de São Lourenço, de Santo Ildefonso, de São José e de São Caetano
- Cruzeiro paroquial
- Vestígios arqueológicos em Folgoso, Midões e Monte Alto
- Mamoas do Monte Grande
- Casas de São José, do Outeiro e de Midões
- Vivenda ZÉ+SI
- Antigas minas de Terramonte
- Antiga Companhia Portuguesa das minas de Gondarém